# Stora Åby landskommun
Stora Åby landskommun var en tidigare kommun i Östergötlands län.

## Administrativ historik
När 1862 års kommunalförordningar trädde i kraft inrättades i Sverige cirka 2 500 kommuner. Huvuddelen av dessa var landskommuner (baserade på den äldre sockenindelningen), vartill kom 89 städer och åtta köpingar. Då inrättades i Stora Åby socken i Lysings härad i Östergötland denna kommun. 
Vid kommunreformen 1952 uppgick denna  i Ödeshögs landskommun som 1971 ombildades till Ödeshögs kommun.

## Politik

### Mandatfördelning i Stora Åby landskommun 1942-1946
| 6 | 9 | 5 |

| 19 |

| 20 |

| 20 |